# Zlatko Madunić
Zlatko Madunić (Slavonski Brod, 14. listopada 1930. – Zagreb, 14. svibnja 1995.) je bio hrvatski kazališni i filmski glumac.
Studirao je glumu na Akademiji kazališne umjetnosti u Zagrebu i većinom bio glumac malih rola. Nosilac je brojnih kazališnih, filmskih i televizijskih uloga.

## Filmografija
- Ne okreći se, sine kao agent (1956.)
- Jedini izlaz (1958.)
- Drug predsednik centarfor (1960.)
- Potraga za zmajem (1961.)
- Carevo novo ruho kao Nag (1961.)
- Minuta za umor (1962.)
- U sukobu (1963.)
- Mali vojnici kao njemački zarobljenik (1967.)
- Gravitacija ili fantastična mladost činovnika Borisa Horvata kao službenik u banci #3 (1968.)
- Goli čovik (1968.)
- Lisice (1969.)
- Nizvodno od sunca (1969.)
- Kuda idu divlje svinje kao Kinez (1971.)
- Luda kuća kao građevinski inspektor (1972.)
- Mreže (1972.)
- Valter brani Sarajevo kao policijski agent Pisavi (1972.)
- Orgulje i vatrogasci kao Vicko (1974.)
- Gruntovčani kao skretničar #1 (1975.)
- Akcija stadion kao povjerenik ustaškog redarstva (1977.)
- Banović Strahinja kao dvorjanin Georgios (1981.)
- Kiklop (1983.)
- Mala pljačka vlaka kao sreški načelnik (1984.)
- Zagrljaj (1988.)